# FITS
FITS格式文件（全称Flexible Image Transport System）是一种可用于存储、传输、操作科研或其他用途图片的一种数据文件格式，在天文学领域运用尤广。不同于其他图片格式，FITS是专门为科研目的设计的，因此和图片一起存储的还有图片的测光、空间校准等信息。
诸如GIMP，Photoshop以及IrfanView都可以读取到FITS文件中的常用信息，但并不可以完全读取文件中所包含的其它数据信息。

## 引用
1. ↑  MIME Sub-type Registrations for Flexible Image Transport System (FITS) （页面存档备份，存于）, rfc4047.txt
2. ↑  . NASA.   [2019-06-21]. （原始内容存档于2013-04-28）.